# Limanton
Limanton ist eine französische Gemeinde mit 241 Einwohnern (Stand: 1. Januar 2022) im  Département Nièvre in der Region Bourgogne-Franche-Comté (vor 2016: Burgund). Sie gehört zum Arrondissement Château-Chinon (Ville) und zum Kanton Château-Chinon (bis 2015: Kanton Montsauche-les-Settons). Die Einwohner werden Beursonniers genannt.

## Geographie
Limanton liegt etwa 50 Kilometer östlich von Nevers am Aron (teilweise als Canal du Nivernais kanalisiert). Umgeben wird Limanton von den Nachbargemeinden Brinay im Norden und Nordwesten, Maux im Norden und Nordosten, Moulins-Engilbert im Osten, Vandenesse und Isenay im Süden, Montigny-sur-Canne im Südwesten sowie Biches im Westen.

## Bevölkerungsentwicklung
| Jahr                       | 1962 | 1968 | 1975 | 1982 | 1990 | 1999 | 2006 | 2011 | 2016 |
| -------------------------- | ---- | ---- | ---- | ---- | ---- | ---- | ---- | ---- | ---- |
| Einwohner                  | 571  | 508  | 452  | 353  | 318  | 300  | 259  | 238  | 242  |
| Quellen: Cassini und INSEE |      |      |      |      |      |      |      |      |      |

## Sehenswürdigkeiten
- Kirche Saint-Laurent
- Ehemaliges Prämonstratenserkloster Notre-Dame-Saint-Paul in Bellevaux, 1152 bis 1188 erbaut, seit 1997 Monument historique
- Schloss Arcilly, Wehrhaus aus dem 14. Jahrhundert,
- Schloss Anizy aus dem 16. Jahrhundert, Monument historique

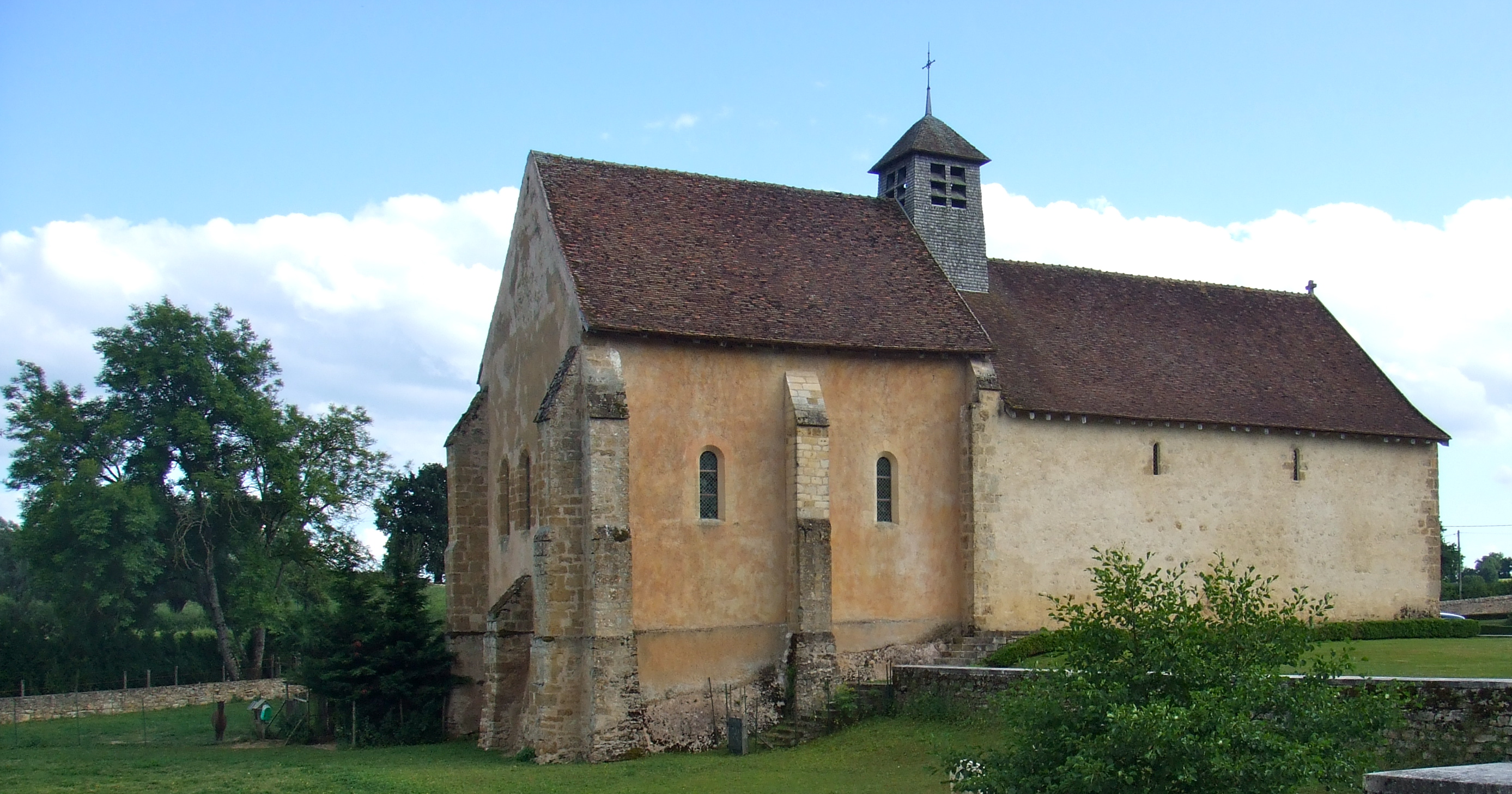
Kirche
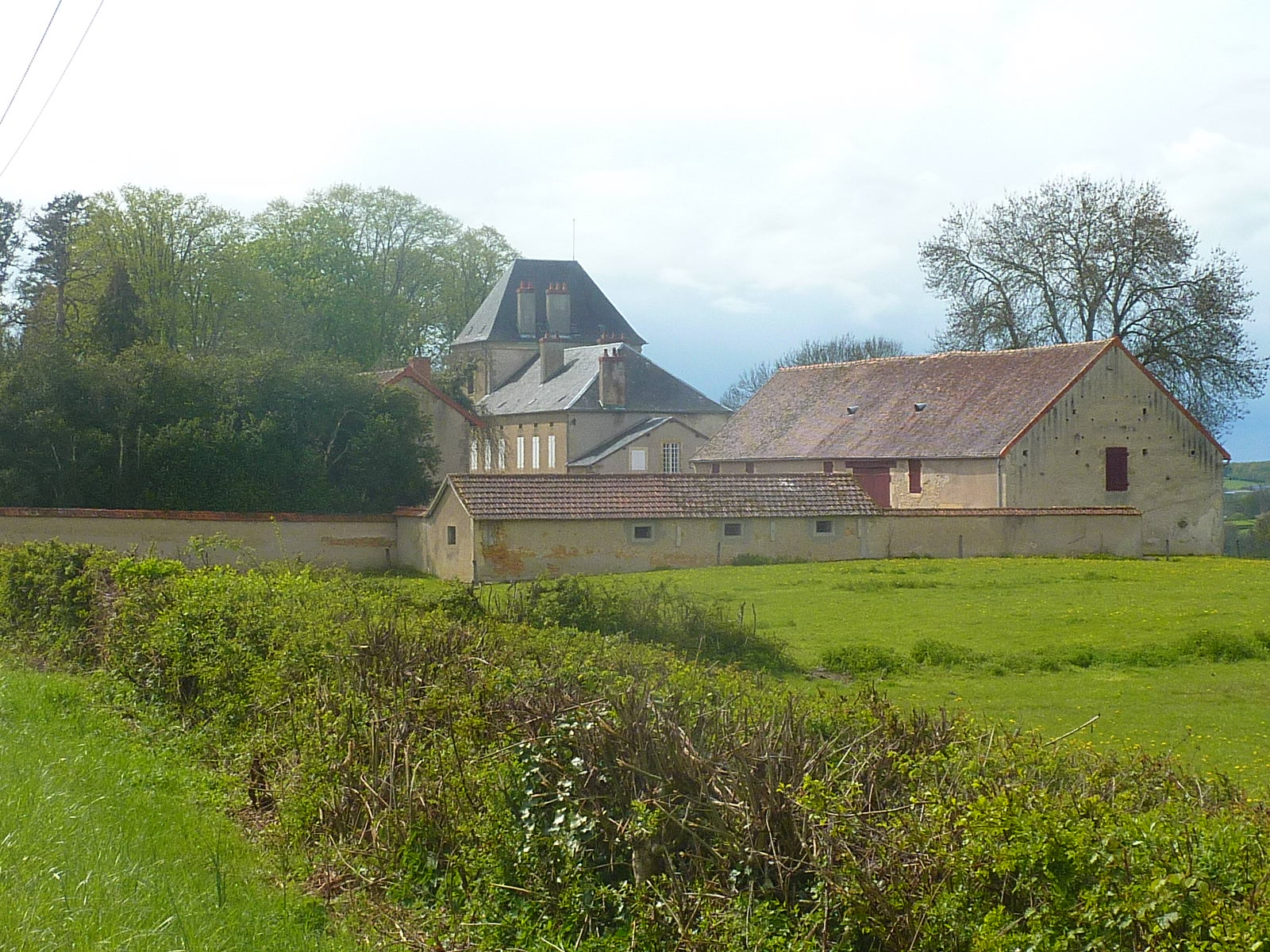
Schloss Arcilly
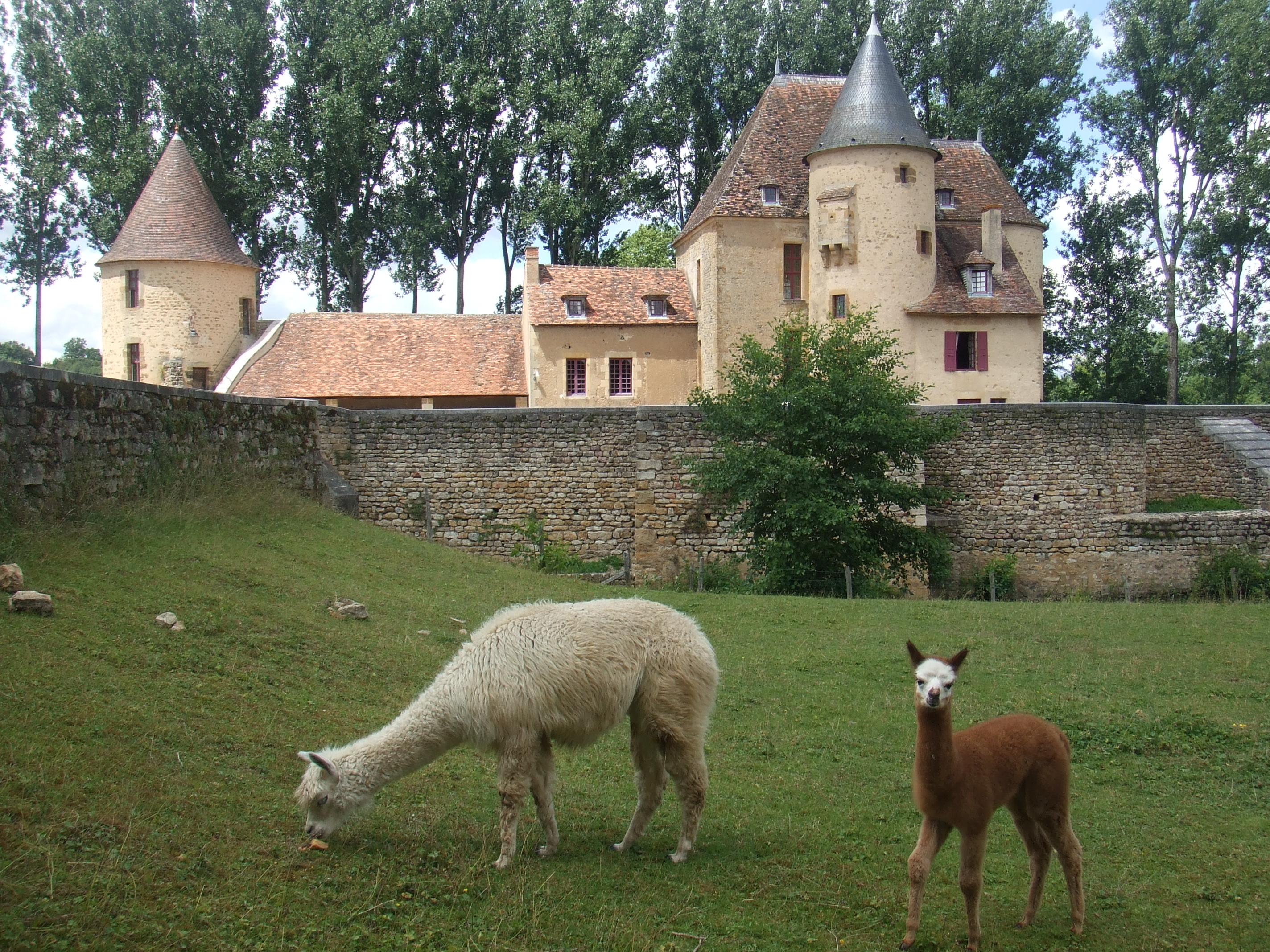
Schloss Anizy